# Dianne Kay
Pour les articles homonymes, voir Kay.
Dianne Kay, née le 29 mars 1954 à Phoenix aux États-Unis, est une actrice américaine.

## Filmographie

### Cinéma
- 1979 : 1941 : Betty Douglas
- 1988 : Andy Colby's Incredible Adventure (en) : Mme Colby
- 1998 : Falling Sky : une serveuse

### Télévision
- 1977 : Dog and Cat (en) (Téléfilm) : Connie
- 1977 : Starsky et Hutch (série télévisée) : Joanna Haymes
- 1977-1981 : Huit, ça suffit ! (Eight Is Enough) (série télévisée) : Nancy Bradford
- 1979 : Chips (série télévisée) : Dianne Kay
- 1980 : Flamingo Road (série télévisée) : Annabelle Troy
- 1981 : Enlèvement à Nashville (The Nashville Grab) (Téléfilm) : Katie Morrison
- 1981 et 1984 : L'Île fantastique (Fantasy Island) (série télévisée) : Beth Martinique
- 1982 : Darkroom (en) (série télévisée) : Claire
- 1982 : Portrait of a Showgirl (Téléfilm) : Marci
- 1982 : Cass Malloy (Téléfilm) : Tina Marie Nelson
- 1983 : Trapper John, M.D. (en) (série télévisée) : Jeanette Murray
- 1983 : Reggie (en) (série télévisée) : Linda Potter Lockett
- 1983 : Hôtel (série télévisée) : Jennifer Jane Powell
- 1984 : Simon et Simon (série télévisée) : Catherine Donald
- 1984 : La croisière s'amuse (The Love Boat) (série télévisée) : Leslie Palmer
- 1984-1985 : Glitter (en) (série télévisée) : Jennifer Douglas
- 1987 : Once a Hero (en) (série télévisée) : Rachel Kirk
- 1987 : Eight Is Enough: A Family Reunion (Téléfilm) : Nancy Bradford
- 1987 : La loi est la loi (Jake and the Fatman) (série télévisée) : Sally Rogers
- 1989 : An Eight Is Enough Wedding (Téléfilm) : Nancy Bradford
- 1994 : Cooper et nous (Hangin' with Mr. Cooper) (série télévisée) : une reporter
- 1999 : Diagnostic : Meurtre (Diagnosis Murder) (série télévisée) : Anne Weber